# Grégory Cerdan
Grégory Cerdan (ur. 20 sierpnia 1983 w Saint-Denis) – francuski piłkarz grający na pozycji środkowego obrońcy w En Avant Guingamp.

## Kariera klubowa
| Sezon   | Klub              | Kraj    | Rozgrywki | Mecze | Bramki | Rozgrywki Europy | Mecze | Bramki |
| ------- | ----------------- | ------- | --------- | ----- | ------ | ---------------- | ----- | ------ |
| 2003/04 | Entente SSG       | Francja | National  | 17    | 0      | –                | –     | –      |
| 2004/05 | Le Mans FC        | Francja | Ligue 2   | 9     | 0      | –                | –     | –      |
| 2005/06 | Le Mans FC        | Francja | Ligue 1   | 21    | 0      | –                | –     | –      |
| 2006/07 | Le Mans FC        | Francja | Ligue 1   | 26    | 0      | –                | –     | –      |
| 2007/08 | Le Mans FC        | Francja | Ligue 1   | 23    | 0      | –                | –     | –      |
| 2008/09 | Le Mans FC        | Francja | Ligue 1   | 33    | 3      | –                | –     | –      |
| 2009/10 | Le Mans FC        | Francja | Ligue 1   | 30    | 1      | –                | –     | –      |
| 2010/11 | Le Mans FC        | Francja | Ligue 2   | 38    | 2      | –                | –     | –      |
| 2011/12 | En Avant Guingamp | Francja | Ligue 2   | 13    | 1      | –                | –     | –      |
| 2012/13 | En Avant Guingamp | Francja | Ligue 2   | 15    | 1      | –                | –     | –      |

Stan na: 17 stycznia 2013 r.